# Rose Leslie
Rose Leslie, geboren als Rose Eleanor Arbuthnot-Leslie (Aberdeen, 9 februari 1987), is een Schots actrice.

## Biografie
Leslie werd geboren in Aberdeen en opgevoed in Lickleyhead Castle, het 15de-eeuws voorouderlijk kasteel van haar familie in Aberdeenshire. Haar vader is Sebastian Arbuthnot-Leslie, de hoofdman van de Clan Leslie, en haar moeder is Candida Mary Sibyl "Candy" Leslie-Weld, de achterkleindochter van Simon Fraser, die een afstammeling was van Karel II van Engeland. Haar ouders zijn eigenaar van het 12de-eeuwse kasteel Warthill Castle in Aberdeenshire.
Leslie is de derde van vijf kinderen. Ze ging naar school in zowel Schotland als Engeland, waar ze afstudeerde van de London Academy of Music and Dramatic Art in 2008.

## Carrière
Leslie maakte haar debuut in de televisiefilm New Town uit 2009, waarvoor ze een Schotse BAFTA Award won. In september en oktober 2010 speelde ze in Bedlam, een toneelstuk van Nell Leyshon. Ze speelde Gwen Dawson, een dienstmeisje in de televisieserie Downton Abbey in 2010. Vanaf 2012 speelt ze Ygritte in de fantasy-televisieserie Game of Thrones van HBO.
In oktober 2013 werd aangekondigd dat ze in de dramaserie Utopia ging spelen, en later in The Great Fire. Ze vertolkt de rol van Chloe in The Last Witch Hunter. Ook speelt ze de rol van politievrouw Emma Lane in de tv-serie Luther en die van Maia Rindell in de serie The Good Fight.
In Vigil (UK, 2021) speelt ze Kirsten Longacre, een Schotse politie-inspecteur die met haar collega een verdacht overlijden op een Britse atoomduikboot onderzoekt. In de tweede serie van Vigil (2023) speelt ze dezelfde rol.

## Privé
Leslie is getrouwd met acteur Kit Harington. Samen hebben ze een zoon en een dochter.
- Bibliothèque nationale de France: cb170578393 (data)
- Gemeinsame Normdatei: 1066385181
- International Standard Name Identifier: 0000 0004 0200 7126
- Library of Congress Control Number: no2013011470
- Nationale Bibliotheek van Tsjechië: xx0305702
- Nederlandse Thesaurus van Auteursnamen: 421452269
- Système universitaire de documentation: 197904122
- Virtual International Authority File: 296701090
- WorldCat: E39PBJgMBKcCKgQYHkmxxKyTpP